# Tegtmeiers Reisen

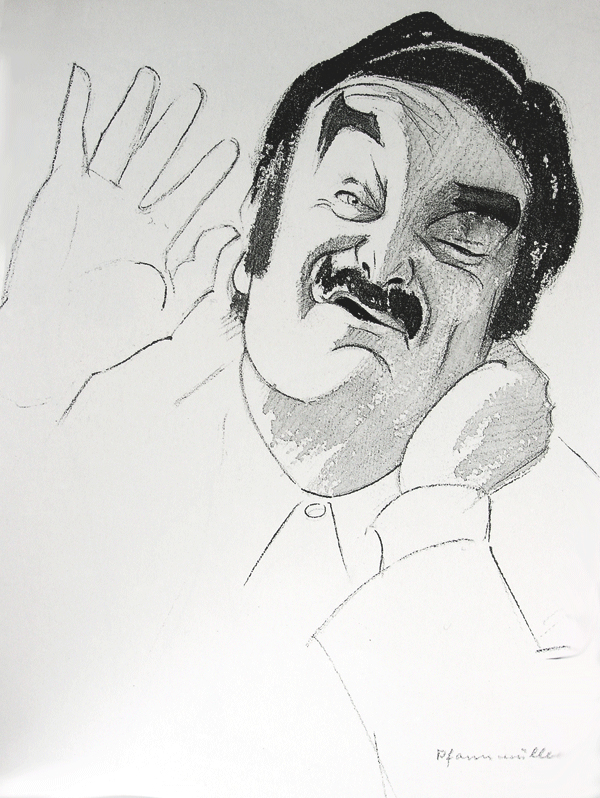
Jürgen von Manger in einer Karikatur von Hans Pfannmüller, 1975

Tegtmeiers Reisen war eine 20-teilige deutsche Fernsehserie mit Jürgen von Manger, die von 1972 bis 1980 im ZDF ausgestrahlt wurde. In den ersten Folgen der Serie verkörperte von Manger zwei Herren Tegtmeier, nämlich Adolf Tegtmeier und Dr. Tegtmeier, die nicht verwandt sind und unabhängig voneinander zufällig an dieselben Orte reisen. Das Konzept, zwei verschiedene Figuren desselben Darstellers auftreten zu lassen, war sehr aufwändig und konnte darum nicht über die ganze Serie durchgehalten werden, so dass Dr. Tegtmeier irgendwann nicht mehr auftauchte. Die Drehbücher wurden von Joachim Roering verfasst, Regie führte Heinz Liesendahl.

## Inhalt
Jede Folge der Serie widmet sich einem Reiseziel. In den ersten drei Folgen schildern beide Herren dem Zuschauer ihre Sichtweise auf Land und Leute. Stets kommt es zu zufälligen sporadischen Begegnungen der beiden Figuren. So beschreibt Adolf Tegtmeier in London eine Örtlichkeit und untermalt sie mit: „Ja, da wo der Herr da gerade …“. Man sieht in diesem Moment Dr. Tegtmeier aus einem Gebäude herauskommen. In einer anderen Szene sucht Adolf Tegtmeier die Jugendherberge und fragt den zufällig vorbeikommenden Dr. Tegtmeier auf „Englisch“ nach dem Weg. In Marokko kommen die beiden sogar ausführlich miteinander ins Gespräch. Den Herrn Doktor plagt die Einsamkeit, und da hat der Herr Tegtmeier ein paar sehr direkte Ratschläge auf Lager.
Adolf Tegtmeier spricht stets sehr direkt aus, was er denkt, während Dr. Tegtmeier um geschliffene und oft sehr umschweifige Formulierungen bemüht ist, die oft genug nicht den Kern der Sache treffen. Auf der Offensichtlichkeit dieser Tatsache beruht ein großer Teil der Komik dieser Figur.

## Episoden
1. Die Gelsenkirchener Odyssee – 14. Juli 1972 (Thema: Griechenland)
2. Mit Burnus und Bakschisch – 19. Januar 1973 (Thema: Marokko, Nordafrika)
3. London – 16. Februar 1973 (Thema: London, Großbritannien)
4. Alles im Eimer – 3. Januar 1974 (Thema: Österreich, Seefeld in Tirol, Winterurlaub)
5. Eia Safari – 7. Februar 1974 (Thema: Fotosafari in Afrika)
6. Der Duft von Teneriffa – 21. Februar 1974 (Thema: Teneriffa)
7. Sylt nach Gebrauchsanweisung – 27. Februar 1975 (Thema: Sylt)
8. Bangkok in allen Einzelheiten – 3. Juli 1975 (Thema: Bangkok, Thailand)
9. Ein Fürst und drei Zitronen – 23. Oktober 1975 (Thema: Fürstentum Monaco)
10. Venedig, wie es sinkt und klingt – 4. März 1976 (Thema: Venedig, Italien)
11. Einmal Jumbo und zurück – 15. Juli 1976 (Thema: China)
12. Keine Berge in den Alpen – 28. Oktober 1976 (Thema: Berchtesgaden)
13. Die Götter in der Untertasse – 8. September 1977 (Thema: Mexiko)
14. Der wilde Westen original – 13. Oktober 1977 (Thema: USA)
15. Warum die Schotten so kariert sind – 6. April 1978 (Thema: Schottland)
16. Der letzte Fango – 18. Januar 1979 (Thema: Kur in Abano Terme, Italien)
17. Wiener Leut' und Freud' – 3. Januar 1980 (Thema: Wien, Österreich)
18. Worum sich die Erde dreht – 6. März 1980 (Thema: Deutsches Museum, München)
19. Chopin war der Erste – 3. April 1980 (Thema: Mallorca, Balearen)
20. Olala – 3. Juli 1980 (Thema: Paris, Frankreich)

## DVD-Veröffentlichung
Alle Folgen von Tegtmeiers Reisen sind seit 2009 in einer DVD-Box erhältlich.